# El Juramento
El Juramento – amerykańska telenowela z 2008 roku. Wyprodukowana przez wytwórnię Telemundo.
Telenowela została wyemitowana m.in. w Stanach Zjednoczonych przez kanał Telemundo.

## Obsada
- Natalia Streignard jako Andrea Robles Conde de Landeros
- Osvaldo Ríos jako Santiago de Landeros
- Dominika Paleta jako Alma Robles Conde de Robles Conde
- Susana Dosamantes jako Luisa Robles Conde
- Héctor Bonilla jako Teodoro Robles Conde
- Pablo Azar jako Juan Pablo Robles Conde
- Héctor Suárez Gomís jako Esteban
- Salvador Pineda jako ksiądz Salvador
- Tina Romero jako Silvia
- Harry Geithner jako Diego Platas
- Kenya Hijuelos jako Mirta
- Maria Zaragoza jako Refugio
- Hugo Acosta jako Castillo
- Carlos Torrestorija jako Demian Martain
- Esteban Soberanes